# Amadeus Serafini
Amadeus Fermin Dash-Serafini, född 7 juli 1990 i Kalifornien, är en amerikansk skådespelare. Han är känd för att spela rollen som Kieran Wilcox i MTVs slasherserie Scream. Han medverkar i de två första säsongerna av denna TV-serie.
År 2023 spelade Serafini rollen som Henry Van Horne i actionthrillern Hidden Strike, där han bland annat spelar mot John Cena och Jackie Chan.

## Filmografi (i urval)

### Filmer
- 2020 – Smiley Face Killers
- 2023 – Hidden Strike

### TV-serier
- 2015–2016 – Scream (TV-serie)
- 2018 – Impulse (TV-serie)